# O Saci
O Saci é um livro do escritor brasileiro Monteiro Lobato de 1921 que retrata a cultura brasileira.

## Sinopse
Pedrinho foi caçar no Capoeirão dos Tucanos, a mata virgem do Sítio do Picapau Amarelo, e encontrou um saci, que lhe contou os segredos da floresta e várias lendas do folclore brasileiro, como a Mula-sem-cabeça, o Boitatá, o  Lobisomem, o Negrinho do Pastoreio e muitas outras coisas... Juntos, eles salvaram Narizinho do feitiço da Cuca, Pedrinho quase ficou cego com a Iara e a Cuca morreu de medo dos pingos d'água.
A história é cronologicamente situada antes dos eventos de Viagem ao Céu.

## Capítulos
1. Em férias
2. O sítio de Dona Benta
3. Medo de saci
4. Tio Barnabé
5. Pedrinho pega um saci
6. A modorra
7. A sacizada
8. A onça
9. A sucuri
10. A floresta
11. Discussão
12. O jantar
13. Novas siscussões
14. O medo
15. O Boitatá
16. O Negrinho
17. Meia-noite
18. Saída dos sacis
19. Lobisomem
20. A Mula-sem-cabeça
21. Más notícias
22. Chegam ao sítio
23. A Cuca
24. O novelo de cipós
25. O pingo d'água
26. A Iara
27. Na caverna da Cuca
28. Desencantamento

## Curiosidade
- A história do livro foi adaptado para o filme do mesmo título. A versão do filme é fiel ao livro, exceto quando Saci encontra o fio de cabelo preso ao pente da Iara (pois na história livro, Saci pula na cabeça da Iara e arranca o fio de cabelo dela).
- Nos livros, Saci pula no cabelo de Iara e arranca seu fio de cabelo, enquanto no filme, Saci extrai seu fio de cabelo. Na série de 1977, Saci não pula em cima da cabeça de Iara, ele apenas se aproxima perto dela e extrai um fio de cabelo. Na série de 2001, Saci encontra um fio de cabelo no pente da Iara, como no filme.
- Diferentemente das versões televisivas, este é o único livro em que aparecem as personagens Saci e Cuca.

## Edições
- O Saci 8 ed. [S.l.]: Companhia Editora Nacional. 1941. 109 páginas
- O Sacy. edição fac-similar. [S.l.]: Graphien. 2022. 68 páginas. ISBN 9786500400007